# Iñaki Lafuente Sancha
Iñaki Lafuente Sancha (nascut a Barakaldo, Biscaia el 24 de gener de 1976) és un exfutbolista basc que jugava com a porter. El seu darrer equip va ser el Club Deportivo Numancia.
Es va formar a les categories inferiors de l'Athletic Club de Bilbao, fins que el 1995 abandona el club per jugar amb el Sestao. Un any més tard, fitxa per l'Arenas Club de Getxo de Tercera Divisió, equip en què es manté fins a la meitat de la temporada, per tornar a l'Athletic B.
El 1998 se cedix a l'Elx CF de Segona divisió espanyola de futbol. Està a l'equip una temporada, essent el porter titular. A l'acabar la campanya, torna a l'Athletic Club de Bilbao. Debuta amb el primer equip el 10 de novembre de 1999 a la Copa del Rei. No obstant això, no s'estrena a La lliga fins al 16 de gener de 2000, en el partit Betis - Athletic (2-1). Guanya la titularitat a la recta final de la temporada i la va mantenir dues més. No obstant això, a partir de 2003 va perdent protagonisme a l'equip, enfront l'espectacular Aranzubía. Les dues següents temporades s'alternà la titularitat amb la suplència.
Després de vuit temporades a l'Athletic, el 6 d'agost de 2007 es va acordar la seva cessió al RCD Espanyol, entrenat per Ernesto Valverde, com a contraprestació de Gorka Iraizoz que fitxà per l'equip bilbaí. En finalitzar la temporada, el porter torna al seu club d'origen.
El 2009 després de rescindir el contracte amb l'Athletic Club de Bilbao firmà per dues temporades amb el Club Deportivo Numancia.